# Ignatz Englert
Johann Ignatz Englert (* 1. Februar 1757 in Mudau; † 16. April 1811 in Mudau) war ein deutscher Steinbildhauer (auch bekannt als der „Mudauer Meister“)

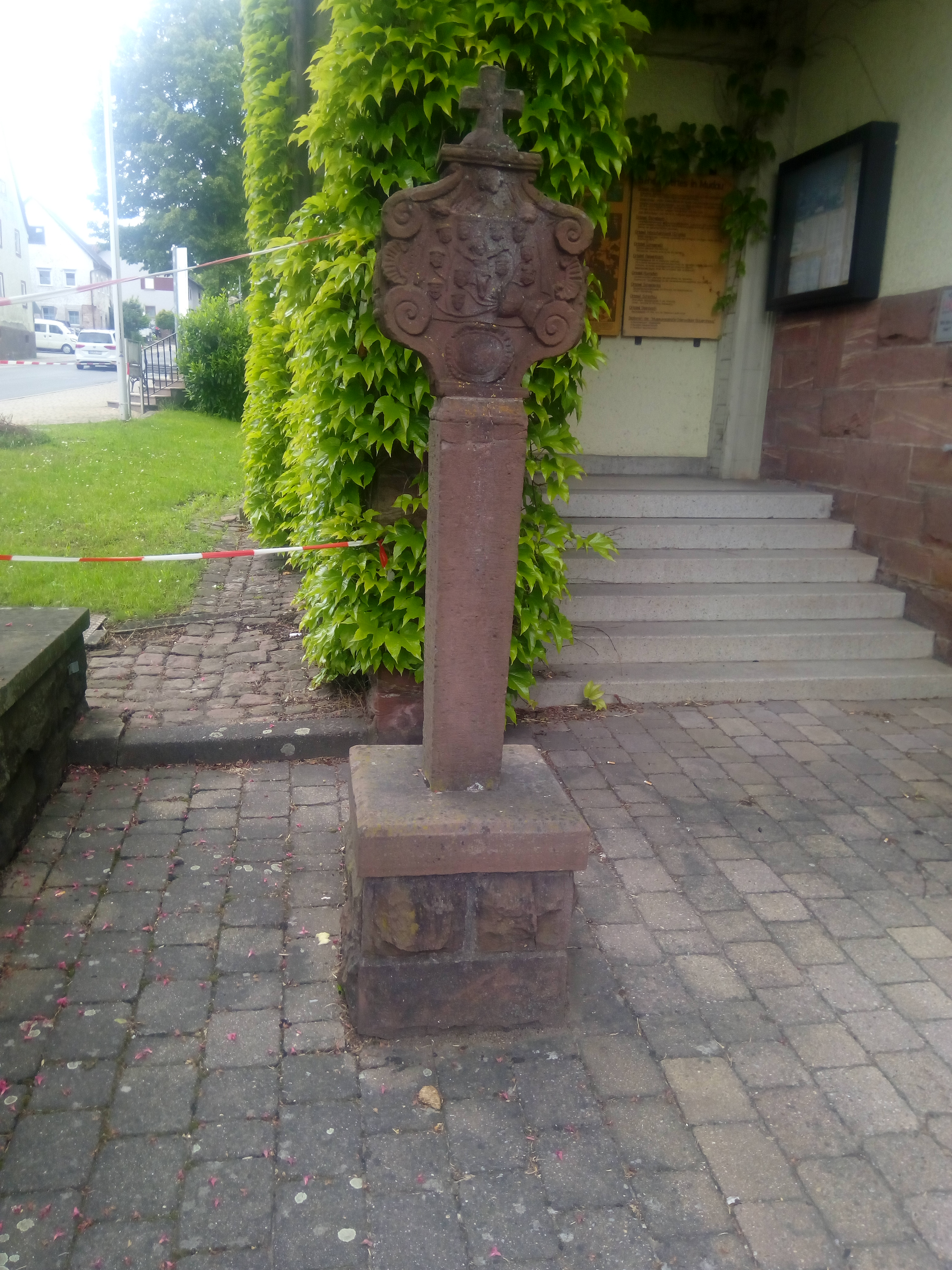
Bildstock beim Rathaus in Mudau

## Leben
Ignatz Englert (Taufname Joannes Ignatius Englert) wurde als Sohn von Joseph und Margarethe Englert in Mudau im badischen Odenwald geboren. Er war in 1. Ehe mit Anna Maria Weis verheiratet. Nach deren Tod im Jahre 1805 heiratet er Regine Kühner.
In der Zeit zwischen 1790 und 1810 schuf er 41 bisher entdeckte Bildstöcke und war an Renovierungen bereits vorhandener Bildnisse beteiligt. Sein Repertoire umfasste im Wesentlichen vier Tafeln: Die heilige Dreifaltigkeit, die heilige Familie, die Pieta und das Blutbild und war fast immer mit dem Heiligen Wendelin versehen.
Einige der Bildstöcke befinden sich auf Gemarkung in Hesselbach in Hessen.